# Флавий Цецина Деций Максим Василий Юниор
Флавий Цецина Деций Максим Василий Юниор (лат. Flavius Caecina Decius Maximus Basilius Iunior) — римский политик. Василий был первым консулом, назначенным в правление Одоакра (480), после чего занимал должность преторианского префекта Италии. Он наиболее известен тем, что председательствовал на папских выборах Феликса III.

## Биография
Член рода Цецин, Василий был сыном Цецины Деция Василия, консула 463 года. Он имел четырёх сыновей, все из которых стали консулами: Альбин в 493 (вероятно, первый консул, назначенный Теодорихом Великим), Авиен в 501, Феодор в 505, и Инпортун в 509. Василий был первым западным консулом после Руфия Постумия Феста за восемь лет до этого.
Как первоприсутствующий в римском сенате, главный советник короля Одоакра и патрон партии зелёных, Василий был одним из самых влиятельных людей в постимперском Риме. В результате он сыграл главную роль в событиях 483 года, будучи облечённым папой Симплицием правом вето на выборы его преемника. Когда Симплиций находился на смертном одре, Василий созвал в имперском мавзолее собрание римского сената, местного духовенства и ведущих епископов, которое избрало нового папу, Феликса. На том же совете был обнародован закон, запрещающий отчуждение церковной собственности будущим папам.
Материалы римского синода 501 года указывают на то, что к тому времени он уже был мёртв, согласно Кассиодору смерть Василия произошла до того, как его сыновья достигли совершеннолетия, вследствие чего их мать отвечала за ведение домашнего хозяйства.